# Albert Salvadó
Albert Salvadó (n. 1 februarie 1951, Andorra la Vella – d. 3 decembrie 2020, Andorra la Vella) a fost un scriitor din Andorra. A scris în limbile catalană și spaniolă.

## Opere
- L'enigma de Constantí el Gran,
- El mestre de Kheops,
- L'anell d'Àtila
- El rapte, el mort i el Marsellès
- Jaume I el Conqueridor (El punyal del sarraí, La reina hongaresa, Parleu o mateu-me)
- L'ull del diable
- El relat de Gunter Psarris
- Un vot per l'esperança
- Els ulls d'Anníbal
- L’ombra d’Ali Bei (Maleït català!, Maleït musulmà!, Maleït cristià!)
- La gran concubina d'Amon
- L'informe Phaeton
- Obre els ulls i desperta (Meteora)

1. ↑  „Albert Salvadó”, Gemeinsame Normdatei, accesat în 4 mai 2014
2. ↑   https://www.diariandorra.ad/noticies/nacional/2020/12/03/mor_escriptor_albert_salvado_171039_1125.html Lipsește sau este vid: |title= (ajutor)
3. ↑  CONOR.SI[*] Verificați valoarea |titlelink= (ajutor)